# Порзово
Порзово (пол. Porzowo) — село в Польщі, у гміні Ґзи Пултуського повіту Мазовецького воєводства.
Населення — 130 осіб (2011).
У 1975-1998 роках село належало до Цехановського воєводства.

## Демографія
Демографічна структура станом на 31 березня 2011 року:
|          | Загалом | Допрацездатний вік | Працездатний вік | Постпрацездатний вік |
| -------- | ------- | ------------------ | ---------------- | -------------------- |
| Чоловіки | 65      | 16                 | 44               | 5                    |
| Жінки    | 65      | 23                 | 32               | 10                   |
| Разом    | 130     | 39                 | 76               | 15                   |